# Allantus calliblepharus
Allantus calliblepharus är en stekelart som först beskrevs av Friedrich Wilhelm Konow 1900.  Allantus calliblepharus ingår i släktet Allantus, och familjen bladsteklar. Arten är reproducerande i Sverige.